# مناسبة للحب (رواية)
مناسبة للحب (بالإنجليزية: Occasion for Loving) هي رواية للكاتبة الجنوب أفريقية نادين غورديمير والحاصلة على جائزة نوبل للأدب سنة 1991، نشرت عام 1963، لأول مرة عن دار نشر فايكنغ بريس.

## أحداث الرواية
تدور أحداث الرواية حول علاقة حب تنشأ بين امرأة بيضاء تنتمي إلى الطبقة المثقفة، ورجل أسود من خلفية فنية، في وقت كانت فيه العلاقات بين الأعراق محظورة قانونيًا وأخلاقيًا. من خلال هذه العلاقة، تستعرض غورديمير التوتر بين الحرية الشخصية والواقع السياسي القمعي، وتطرح تساؤلات حول معنى الحب في مجتمع منقسم.

## شخصيات الرواية
- جيسي: امرأة بيضاء من الطبقة المثقفة، تمثل صوت الضمير الليبرالي الذي يحاول التوفيق بين مشاعرها الشخصية وموقفها السياسي. تدخل في علاقة حب مع رجل أسود، مما يضعها في مواجهة مباشرة مع قوانين الفصل العنصري.
- غيديون شيمباني: فنان أسود، يتمتع بموهبة فنية وشخصية قوية. علاقته بجيسي تمثل تحديًا للقيود الاجتماعية والسياسية، ويجسد الأمل في تجاوز الانقسامات العرقية من خلال الفن والحب.
- تامار: صديقة لجيسي، تمثل وجهًا آخر من الطبقة البيضاء، أكثر تحفظًا، وتُظهر كيف أن حتى الليبراليين قد يترددون في مواجهة النظام العنصري بشكل مباشر.
- ماثيو: زوج جيسي السابق، يرمز إلى الاستقرار الاجتماعي التقليدي، ويعكس كيف أن العلاقات العاطفية تتأثر بالتحولات السياسية.

## أسلوب الرواية
تتسم الرواية بأسلوب سردي واقعي عميق يجمع بين الرومانسية والتأمل السياسي، حيث تستخدم الكاتبة لغة دقيقة ومشحونة بالعاطفة لتصوير التوترات العرقية والاجتماعية في جنوب أفريقيا خلال حقبة الفصل العنصري. تعتمد الرواية على السرد غير المباشر من منظور الراوي العليم، وتُبرز الصراع الداخلي للشخصيات من خلال الحوارات المكثفة والوصف النفسي الدقيق، مما يمنح النص طابعًا تأمليًا وتحليليًا. كما يتميز أسلوب غورديمير بالاقتصاد اللغوي والرمزية، حيث تُوظف التفاصيل اليومية لتكشف عن البنية السياسية القمعية، وتُظهر كيف أن الحب لا يمكن فصله عن السياق التاريخي والاجتماعي الذي يُحيط به.

## العنصرية في الرواية
تعالج رواية مناسبة للحب لنادين غورديمير قضية العنصرية من خلال تصوير علاقة حب ممنوعة بين امرأة بيضاء ورجل أسود في ظل نظام الفصل العنصري بجنوب أفريقيا، حيث تُبرز الرواية كيف أن القوانين والتقاليد الاجتماعية تحول دون تحقق الحب بين الأعراق المختلفة. وتُظهر غورديمير أن العنصرية ليست مجرد منظومة قانونية، بل تتغلغل في العلاقات الشخصية والضمير الفردي، مما يجعل الحب نفسه فعلًا مقاومًا. ومن خلال الشخصيات المترددة والمواقف المتشابكة، تكشف الرواية عن التوتر بين الرغبة في الحرية والامتثال للواقع العنصري، وتُقدّم نقدًا عميقًا للبنية الاجتماعية التي تُقيّد الإنسان وتُعيد إنتاج التمييز حتى داخل الطبقات الليبرالية.